# Arado Ar 68
L'Arado Ar 68 era un caccia monomotore biplano sviluppato dall'azienda tedesca Arado Flugzeugwerke GmbH nella prima parte degli anni trenta.

## Storia del progetto
Nei primi anni trenta, il neoistituito Reichsluftfahrtministerium (RLM), il ministero deputato alla gestione dell'intera aviazione civile e militare della Germania del periodo, emise una specifica per la fornitura di un nuovo aereo da caccia da destinare ai reparti Jagdgeschwader (JG) della Luftwaffe che potesse migliorare alcune prestazioni fornite dal contemporaneo Heinkel He 51.
Per soddisfare l'esigenza la Arado affidò il disegno di un modello adatto allo scopo al suo nuovo capoprogettista Walter Blume, il quale decise di sviluppare due progetti contemporanei ai quali venne assegnata la designazione ufficiale Ar 67 ed Ar 68.

## Versioni
Ar 68 V1
prototipo equipaggiato con un motore BMW VI e portato in volo per la prima volta nel 1933.
Ar 68a-Ar 68e
serie di cinque esemplari di preproduzione.
Ar 68 E
versione definitiva di serie equipaggiata con un motore BMW VI U da 750 PS (552 kW), la prima ad entrare in servizio nella Luftwaffe.
Ar 68 F
versione equipaggiata con un motore Junkers Jumo 210 D da 640 PS (471 kW).
Ar 68 G
versione maggiormente prodotta equipaggiata con un motore BMW VI.
Ar 68 H
prototipo equipaggiato con un motore radiale BMW 132 H da 800 PS (588 kW), dotato di cappottina chiusa, l'unico caccia terrestre Arado ad adottare un abitacolo chiuso. Realizzato in un unico esemplare servirà da base per lo sviluppo del prototipo di caccia imbarcato Arado Ar 197.

## Utilizzatori
Germania
- Luftwaffe
  - Legione Condor